# 暗示教学
暗示教学（Suggestopedia），指运用暗示手段，激发个人的心理潜力，提高学习效果的教学方法。这种教学理论是保加利亚的心理治疗医生乔治·洛扎诺夫（又称格奥尔基·洛扎诺夫，Georgi Lozanov）在20世纪60~70年代创立的，又称“洛扎诺夫教学法”，它主要用于语言教学。
教师应该自然的融入到各类活动中去，比如：游戏或歌曲。教师除了能运用各类技巧，还首要需要充分理解暗示教学法。反之，则有可能带来对学习负面的效果。